# Triumph Thruxton 900
Triumph Thruxton 900 – brytyjski motocykl produkowany przez firmę Triumph od 2004 roku. Pojazd nawiązuje swym wyglądem do motocykli nazywanych cafe racer, które pojawiły się w Wielkiej Brytanii w latach 60 XX wieku.

## Dane techniczne/Osiągi
Silnik: R2
Pojemność silnika: 865 cm³
Moc maksymalna: 68 KM/7400 obr./min
Maksymalny moment obrotowy: 70 Nm/6600 obr./min
Prędkość maksymalna: 200 km/h
Przyspieszenie 0–100 km/h: 4,9 s